# Nymånen
Nymånen (engelska: The New Moon) är en operett i två akter med musik av Sigmund Romberg och libretto och sångtexter av Oscar Hammerstein, Frank Mandel och Laurence Schwab. Verket var den tredje i en rad av framgångar på Broadway för Romberg (efter Studentprinsen (1924) och Ökensången (1926)) skrivna i stilen av wieneroperett. Nymånen gjordes i åtskilliga nyuppsättningar och filmades två gånger, och framförs fortfarande av amatörsällskap. Den skulle komma att bli "Broadways sista operetthit" i och med att Andra världskriget närmade sig och musikalen tog över.

## Historia
År 1928 var Sigmund Rombergs namn förknippat med två färska operettproduktioner (Studentprinsen och Ökensången). Han hade skrivit under två kontrakt och var tvungen att leverera musik till Nymånen och Rosalie. För den senare lierade han sig med George Gershwin. De bägge kompositörerna skrev i helt olika stilar, men samarbetet lär ändå ha lyckats mycket bra. Texten till Nymånen byggde skenbart på "historien om Robert Mission, en fransk aristokrat vars självbiografi skrevs i slutet av 1700-talet", som det stod i programkatalogen. Själva librettot var skrivet av Oscar Hammerstein och medförfattarna Laurence Schwab och Frank Mandel, och utspelas i New Orleans. Smygpremiären ägde rum i Philadelphia julafton 1927 men blev ett fiasko och verket reviderades kraftigt om innan man försökte på nytt i Cleveland i augusti 1928, för att slutligen uruppföra verket den 19 september 1928 på Imperial Theatre där den spelades 519 gånger fram till 14 december 1929.
Musiken innehöll en rad populära nummer som Lover, Come Back to Me och Softly, as in a Morning Sunrise, vilka fick en världsomfattande spridning 1930 när Hollywood filmade Rombergs operett med Lawrence Tibbett och Grace Moore i huvudrollerna. Men pjäsens handling föll tydligen inte filmproducenterna på läppen för det skrevs en helt ny historia som tilldrog sig på ryska stäppen, där en löjtnant och en prinsessa sjöng Rombergs romantiska duetter.

## Personer
- Marianne Beaunoir (sopran)
- Monsieur Beaunoir, hennes fader
- Julie, hennes husa (sopran)
- Kapten Georges Duval
- Robert Misson (tenor)
- Alexander (baryton)
- Philippe L'Entendu (tenor)
- Clotilde Lombaste (sopran)
- Besac, båtsman på 'New Moon' (baryton)
- Jacques, skeppssnickare
- Vicomte Ribaud
- Blomsterflicka
- Fouchette
- Emile, Brunet, Admiral de Jean, etc.

## Handling
Den franske aristokraten Robert Mission har flytt från sitt hemland där han är anklagad för delaktighet i en sammansvärjning mot kungahuset. En viss kapten Duval skickas efter honom med skeppet "Nymånen" för att fängsla och föra hem den revolutionäre adelsmannen, men Robert lyckas med stor list och en mängd förklädnader klara sig från att bli upptäckt, och detta trots att han har romantiska möten med en rik skeppsredardotter. Han blir visserligen till slut fängslad men så kommer meddelandet om franska revolutionen. Robert har inte längre något att frukta utan kan öppet förena sig med sin älskade.

## Musiknummer
Akt I
- Dainty Wisp of a Thistledown (Ensemble)
- Marianne (Robert)
- The Girl on The Prow (Marianne, Besac och Ensemble)
- Gorgeous Alexander (Julie, Alexander och flickorna)
- An Interrupted Love Song (Kapten Georges Duval, Marianne och Robert)
- Tavern Song (Flower Girl, en dansare och Ensemble)
- Softly, as in a Morning Sunrise (Philippe och Ensemble)
- Stout-hearted Men (Robert, Philippe och männen)
- Fair Rosita (Girls och The Dancers)
- One Kiss (Marianne och flickorna)
- Ladies of the Jury (Alexander, Julie, Clotilde Lombaste och flickorna)
- Wanting You (Marianne och Robert)

Akt II
- A Chanty (Besac och männen)
- Funny Little Sailor Man (Clotilde Lombaste, Besac och Ensemble)
- Lover, Come Back to Me (Marianne)
- Love Is Quite a Simple Thing (Robert, Besac, Alexander och Julie)
- Try Her Out at Dances (Alexander, Julie och flickorna)
- Softly, as in a Morning Sunrise (reprise) (Phillippe och männen)
- Never (for You) (Marianne)
- Lover, Come Back to Me (reprise) (Robert och männen)